# 古利耶
古利耶（法語：Goulier，法語發音：[ɡulje]）是法国阿列日省的一个旧市镇，属于富瓦区。2019年1月1日，古利耶与邻近的3个市镇合并为新市镇瓦勒德索斯。

## 地理
古利耶（42°45'19"N, 1°30'12"E）面积10.22 平方千米，位于法国奧克西塔尼大區阿列日省，该省份为法国西南部内陆省份，西部和北部与上加龙省接壤，东临奥德省，东南至东比利牛斯省接壤，南与安道尔和西班牙接壤。
与古利耶接壤的市镇（或旧市镇、城区）包括：欧扎特、莱尔库勒、塞姆、维克德索。
古利耶的时区为UTC+01:00、UTC+02:00（夏令时）。

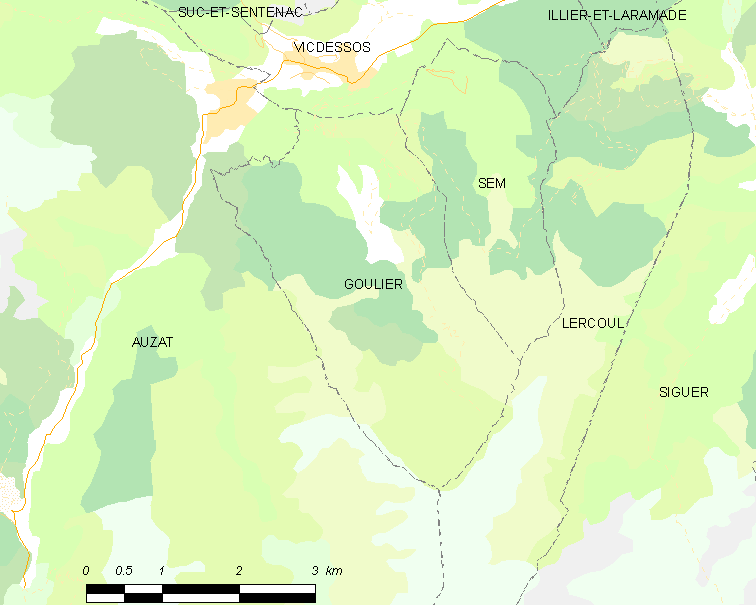
古利耶的OSM定位图

## 行政
古利耶的邮政编码为09220，INSEE市镇编码为09135。

## 政治
古利耶所属的省级选区为萨巴尔泰斯县。

## 人口

1962-2008年间古利耶人口变化图示

古利耶于2018年1月1日时的人口数量为47人。